# 拳精
『拳精』（けんせい、原題：拳精、英題：Spiritual Kung-Fu）は、1978年製作のジャッキー・チェン主演、武術指導の香港映画。

## 概要
ロー・ウェイのプロダクション時代のジャッキー主演作の1本。当時ローの思惑でシリアス路線の作品を連発していたものの、ジャッキーを他社にレンタルして製作した『スネーキーモンキー 蛇拳』が大ヒットしたため、急遽自社で製作した作品。ロー・ウェイプロダクション製作の作品では最高の興行成績を記録した。日本では1980年6月14日に東映系で『不良少年』と同時上映で公開された。
ジャッキー自身は自伝の中で、本作は『カンニング・モンキー 天中拳』を試写を見るなりお蔵入りにしたロー・ウェイが、自身の価値観におけるコメディ映画の様式の下で製作を断行した作品であると述べており、結果として本作自体の自己評価も『天中拳』と比較して非常に低いものとなっている。

## ストーリー
ある夜、少林寺の経蔵に保管されていた門外不出の必殺拳「七殺拳」の極意書が何者かに盗まれた。「七殺拳」に打ち勝つことが出来るのは「五獣拳」だけだが、その極秘書は今はもう存在しなかった。
そんな折、少林寺の寺男・龍の目の前に、宇宙から落ちてきた隕石に刺激されて出現した妖精＝拳精が現れる。龍は拳精から五獣拳を学び、盗まれた七殺拳の極意書を手に入れて、拳法界の制覇をもくろむルーツァオと対決することになる。

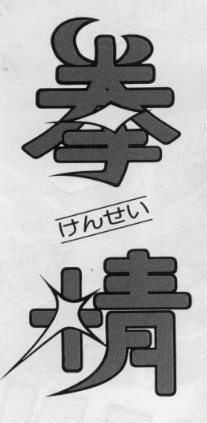
チラシ裏タイトルロゴ

## キャスト
- 龍（日本語吹き替え版では一龍・イーロン）:ジャッキー・チェン(成龍)

本作の主人公。しがない寺男（少林寺内の下働き）であったが隕石落下により身体に異変が起こり、「五獣の拳」の取得の資格を得て拳精達から手解きを受ける。実は、その「五獣の拳」こそが事件の鍵を握っていたのだが、本人は全く気付いていない。悪戯好きで無神経な性格であるが、正義感は強い。
- 陸青（ルーツァオ）:ジェームス・ティエン(田俊)

父が少林寺より奪った「七殺拳」の秘伝書を元に、それをマスターし悪事を働く。その父こそが今回の事件の黒幕であった。
- 鳳子（フェンツ）:ウー・ウェンシウ(武文秀)

権威ある拳法家の娘。「七殺拳」による殺人事件を調べる為に、父と共に少林寺へとやって来た。拳法の腕もかなりのものであるが美人でもあり、龍から接吻を迫られる。初戦では龍を撃退したが、拳精より修正を受けた龍のリターンマッチに敗れ、プライドを引き裂かれ泣いてしまった（龍の悪戯が過ぎた面もある）。父に泣きつこうとしたが、当の父は既に何者かの手で殺害されていた。
- 慧明（フィミン大師）:リー・トン・チュン(李桐春)

少林寺の館長。「七殺拳」の秘伝書が奪われた事を悔いて、懺悔の為に長期の断食に入る。代理は盲目の副館長に任せる。しかし、館長にはもう一つの顔があった。
- 慧空（ウェイクン）:リー・ハイロン(李海龍)

盲目の副館長。
- 慧悟（ウェイウー）:リー・マンチン(李文泰)

少林寺の師範代。鳳子（フェンツ）の父殺害の冤罪を拭うため密かに下山。
- 慧澄（ウェイシン）:ワン・カンユー(王光裕)

経蔵の主持。
- 寺男:ディーン・セキ(石天)

龍の友人で同じく悪戯ばかりしている。
- 石英風（シンエンホウ）:ファン・シュウイー(方秀一)

拳法界の総帥にして鳳子の父。
- 陸青の手下:ウォン・チン(王清)
- チェンシン:ウー・テーサン(武徳山)

少林寺の厨房係。経蔵で龍が罰で写経を書くことになった時その見張りを担当した。
- 龍達の先輩の少林僧:リー・クン(李昆)

五獣の拳精が現れた時お札を拝借して拳精を倒そうとするも、拳精の姿を見たい寺男達にお札を取られてしまった。
- エンツフィー:ヤウ・パンサン(游澎生)

陸青に無理やり挑戦させられる拳法の使い手。

### 日本語吹替
| 俳優                 | 日本語吹替            | 日本語吹替       |
| 俳優                 | TBS版                 | ブロードウェイ版 |
| -------------------- | --------------------- | ---------------- |
| ジャッキー・チェン   | 石丸博也              | 山野井仁         |
| ジェームス・ティエン | 青野武                | 相沢まさき       |
| ウー・ウェンシウ     | 潘恵子                |                  |
| リー・トン・チュン   | 小林修                | 小山武宏         |
| リー・ハイロン       | 藤本譲                | 石波義人         |
| リー・マンチン       | 村松康雄              | 堀川仁           |
| ワン・カンユー       | 小島敏彦              | 小形満           |
| ディーン・セキ       | 山口健 （岩崎ひろし） | 清水敏孝         |
| ファン・シュウイー   | 小林清志              | 相沢まさき       |
| ウォン・チン         | 笹岡繁蔵              | 青山穣           |
| リー・クン           | 小島敏彦              | 大川透           |
| ウー・テーサン       | 二見忠男              | 相沢まさき       |
| ヤウ・パンサン       | 飯塚昭三              | 清水敏孝         |

- TBS版：初回放送1983年6月6日 『月曜ロードショー』※BD、日本語吹替収録版DVD収録(約95分)
  - 演出：長野武二郎、翻訳：大野隆一、プロデューサー：熊谷国雄
  - TBS版は2024年5月6日にBS松竹東急で地上波放送時にカットされたシーンに追加収録を行った『吹替完全版』が放送。なお、故人および一部声優の担当部分は別の声優が担当。

## スタッフ
- 監督：ロー・ウェイ
- 脚本：潘壘
- 製作：ロー・ウェイ
- 武術指導：ジャッキー・チェン
- 製作会社：羅維影業有限公司（ロ－・ウェイ・カンパニー）

## 五獣の拳精
少林寺内で紛失されたと言う、五獣拳の極意書に住む拳精。本から飛び出すと実体化し、相手も攻撃できるが、常人には見えず言葉も喋れない。龍に五獣拳を伝授し、戦いの手助けをする場合もある。五獣拳の題目の設定は『少林寺木人拳』にも登場している。
龍の拳精
龍拳の使い手で「知（ち）」を掌る。リーダー的な存在。
蛇の拳精
蛇拳の使い手で「情（じょう）」を掌る。メンバーの中でも最も悪戯好きである。
虎の拳精
虎拳の使い手で「力（ちから）」を掌る。その為にメンバーで一番大柄である。
鶴の拳精
鶴拳の使い手で「静（せい）」を掌る。技の拳精で一番小柄である。
豹の拳精
豹拳の使い手で「動（どう）」を掌る。素早い動きが持ち味。

## 音楽
劇中内で他作品から流用されている音楽一覧。※順不同
「シンドバッド黄金の航海」、「サン・セバスチャンの攻防」、「2300年未来への旅」、などのサウンドトラックを中心に喜多郎の「天界」からも流用。
| 曲名                                     | アーティスト    | アルバム/オリジナルサウンドトラック                                                    | 制作年 |
| ---------------------------------------- | --------------- | -------------------------------------------------------------------------------------- | ------ |
| Temple Of The Oracle                     | Miklós Rózsa    | シンドバッド黄金の航海/The Golden Voyage Of Sinbad: Original Motion Picture Soundtrack | 1974   |
| The Chart                                | Miklós Rózsa    | シンドバッド黄金の航海/The Golden Voyage Of Sinbad: Original Motion Picture Soundtrack | 1974   |
| The Siren                                | Miklós Rózsa    | シンドバッド黄金の航海/The Golden Voyage Of Sinbad: Original Motion Picture Soundtrack | 1974   |
| Marabia Beach                            | Miklós Rózsa    | シンドバッド黄金の航海/The Golden Voyage Of Sinbad: Original Motion Picture Soundtrack | 1974   |
| Night Time                               | Miklós Rózsa    | シンドバッド黄金の航海/The Golden Voyage Of Sinbad: Original Motion Picture Soundtrack | 1974   |
| Escape From The Temple                   | Miklós Rózsa    | シンドバッド黄金の航海/The Golden Voyage Of Sinbad: Original Motion Picture Soundtrack | 1974   |
| The Assault                              | Ennio Morricone | サン・セバスチャンの攻防/Guns For San Sebastian(Music From The Original Sound Track)   | 1968   |
| The Villagers Prepare To Blow Up The Dam | Ennio Morricone | サン・セバスチャンの攻防/Guns For San Sebastian(Music From The Original Sound Track)   | 1968   |
| Teclo's Death                            | Ennio Morricone | サン・セバスチャンの攻防/Guns For San Sebastian(Music From The Original Sound Track)   | 1968   |
| The Atack                                | Ennio Morricone | サン・セバスチャンの攻防/Guns For San Sebastian(Music From The Original Sound Track)   | 1968   |
| The Burning Village                      | Ennio Morricone | サン・セバスチャンの攻防/Guns For San Sebastian(Music From The Original Sound Track)   | 1968   |
| The Long Trek                            | Ennio Morricone | サン・セバスチャンの攻防/Guns For San Sebastian(Music From The Original Sound Track)   | 1968   |
| Flameout                                 | Jerry Goldsmith | 2300年未来への旅/Logan's Run (Original Motion Picture Soundtrack)                      | 1976   |
| The Doom                                 | Jerry Goldsmith | 2300年未来への旅/Logan's Run (Original Motion Picture Soundtrack)                      | 1976   |
| On the Circuit                           | Jerry Goldsmith | 2300年未来への旅/Logan's Run (Original Motion Picture Soundtrack)                      | 1976   |
| The Monument                             | Jerry Goldsmith | 2300年未来への旅/Logan's Run (Original Motion Picture Soundtrack)                      | 1976   |
| You’re Renewed                           | Jerry Goldsmith | 2300年未来への旅/Logan's Run (Original Motion Picture Soundtrack)                      | 1976   |
| The Sun                                  | Jerry Goldsmith | 2300年未来への旅/Logan's Run (Original Motion Picture Soundtrack)                      | 1976   |
| Love Shop                                | Jerry Goldsmith | 2300年未来への旅/Logan's Run (Original Motion Picture Soundtrack)                      | 1976   |
| Beat                                     | 喜多郎/Kitaro   | 天界/Ten Kai Astral Trip                                                               | 1978   |
| Fire                                     | 喜多郎/Kitaro   | 天界/Ten Kai Astral Trip                                                               | 1978   |
| Dawn Of The Astral                       | 喜多郎/Kitaro   | 天界/Ten Kai Astral Trip                                                               | 1978   |
| Endless Dreamy World                     | 喜多郎/Kitaro   | 天界/Ten Kai Astral Trip                                                               | 1978   |

## 試写会
1980年6月10日（火）ヤクルトホールにて特別試写会を実施。PM18:00開場　PM18:30開演

## バージョン違い
本作では、序盤で拳法の教本を盗もうとする夜盗が土蔵に忍び込むため、夜警をしていた主人公（ジャッキー）を眠らせるシーンがあるが、この展開が
- 『後頭部に一撃をくれて気絶させる』
- 『催眠作用のある煙を嗅がせて眠らせる』

という2通りのバージョン違いが存在する。
夜警を排除するための手段が明らかに違うため別シナリオで撮られていることがわかるが、最終的にこのシーンはどちらかのバージョンに統一されておらず、上記のどちらかの展開で編集されている2通りの完成フィルムが存在する。
金剛血印（韓国版別バージョン）
「金剛血印」のタイトルで韓国別バージョンがVHSで発売されていた。香港版本編には登場しない韓国の女優、玄愛利（ヒョン・エリ）とのキスシーンが収録されている。

## 日本版主題歌
両方とも、演奏・歌は長沢ヒロ率いるバンド「HERO」（英雄）
- 「チャイナ・ガール」　作詞：アフリク・シモーネ（Afric Simone）/Harby Roscoe 作曲：アフリク・シモーネ
- 「エブリバディ・ファイティン」　作詞・作曲：長沢ヒロ

日本公開においては東映がオリジナル主題歌「チャイナ・ガール」を本編に編入、そのアップテンポで軽妙なリズムが作品の雰囲気をオリジナルよりも押し上げるに至った。この楽曲が編入されたバージョンは、1982年9月27日TBS「月曜ロードショー」TV放映時にもそのまま使用されたが、東映の権利が切れた後は使用されることはなくなり、ソフト商品もすべてオリジナルの香港版を使用し、長らく見ることは叶わなかった。しかし2012年に発売されたブルーレイソフトの日本語音声はTV放映時の音源をそのまま収録しているため、吹き替えではあるが「チャイナ・ガール」が劇中で流れる日本公開版の初ソフト化となった。
2016年12月に発売された国内版ブルーレイでは日本公開版フィルムをテレシネして全編収録しており、公開されてから36年振りに完全な日本公開版がソフト化された。

## ロケ地
- 行天宮 北投分宮(台湾）
- 電影文化城(台湾）
- 金山寺(韓国）
- 佛國寺(韓国）